# Priadino
Priadino (ros. Прядино) – wieś w Rosji, w rejonie szeksnińkim obwodu wołogodzkiego. W 2010 r. liczyła 17 mieszkańców.